# Janet Radünzel
Janet Radünzel (7 de mayo de 1973) es una deportista alemana que compitió en remo. Ganó cinco medallas en el Campeonato Mundial de Remo entre los años 1995 y 2003.

## Palmarés internacional
| Campeonato Mundial | Campeonato Mundial  | Campeonato Mundial | Campeonato Mundial        |
| Año                | Lugar               | Medalla            | Prueba                    |
| ------------------ | ------------------- | ------------------ | ------------------------- |
| 1995               | Tampere (Finlandia) | Medalla de bronce  | Cuatro sin timonel ligero |
| 2000               | Zagreb (Croacia)    | Medalla de bronce  | Dos sin timonel ligero    |
| 2001               | Lucerna (Suiza)     | Medalla de oro     | Doble scull ligero        |
| 2002               | Sevilla (España)    | Medalla de plata   | Doble scull ligero        |
| 2003               | Milán (Italia)      | Medalla de bronce  | Scull individual ligero   |